# ألبرت وينشتاين
ألبرت وينشتاين (بالألمانية: Albert Weinstein)‏ هو منافس ألعاب قوى ألماني، ولد في 13 أكتوبر 1885 في Wallendorf (Luppe) ‏ في ألمانيا، وتوفي في 7 ديسمبر 1969 في ديتس في ألمانيا.

## وصلات خارجية
- ألبرت واينشتاين على موقع أوليمبيديا (الإنجليزية)